# Alphorn-Fa
Das Alphorn-Fa steht für den 11. Ton der Naturtonreihe. Das Frequenzverhältnis von Alphorn-Fa zur dritten Oktave beträgt 11:8 entsprechend 551 Cent. Das zugehörige Intervall ist zwischen einer Quarte und einem Tritonus anzusiedeln.
Horninstrumente ohne Ventile wie das Alphorn sind auf die Töne der Naturtonreihe beschränkt. Nach der Naturseptime ist das Alphorn-Fa der zweite Ton, der nicht zur diatonischen Tonleiter gerechnet wird. Ist C der Grundton, so liegt theoretisch das Alphorn-Fa (551 Cent) zwischen F (498 Cent) und Fis (590 Cent). Für Menschen, die an klassische Musik gewöhnt sind, klingt das Alphorn-Fa ungewohnt.
Der Name Alphorn-Fa  ist den Bezeichnungen der relativen Solmisation entnommen, bei der die Tonleiter mit Do-Re-Mi-Fa-So-La-Si-Do bezeichnet wird, wobei Do den Grundton (in C-Dur C) und Fa den vierten Ton der Tonleiter (in C-Dur F) bezeichnet.
Das Alphorn-Fa wird sowohl in alten und tradierten Melodien, als auch in modernen Kompositionen eingesetzt.